# 충격의 복도
충격의 복도(Shock Corridor)는 미국에서 제작된 사무엘 풀러 감독의 1963년 영화이다. 피터 브렉 등이 주연으로 출연하였고 리온 프롬키스 등이 제작에 참여하였다.
1996년, 충격의 복도는 미국 국회도서관에 의해 미국 국립영화등기부의 보존물로 선정되었다.

## 줄거리
퓰리처상을 수상하려던 야심 찬 기자 조니 배럿은 정신병원에 수감된 슬론의 미해결 살인 사건의 진실을 파헤치고자 한다. 그는 전문 정신과 의사 퐁 박사를 설득하여 자신의 "여동생"과의 상상 속 근친상간 이야기를 진술하는 방식으로 정신 이상자처럼 보이도록 훈련받는다. 그의 여자친구이자 스트립쇼 댄서 캐시가 여동생 역을 맡았는데, 그녀는 마지못해 경찰에 신고하여 조니를 돕기로 한다. 조니는 수사 과정에서 보여준 연기로 당국을 설득하여 살인이 발생한 기관에 수감된다. 조니는 동료 수감자들의 행동에 빠르게 동요하며, 한 번은 여성 성욕과다증 환자 무리에게 병실에서 폭행당한다.
조니는 살인 사건에 세 명의 목격자가 있었으며, 각 목격자는 특정 스트레스(각 목격자는 당시 미국인들의 강박관념인 전쟁, 인종차별, 핵 파괴에 대한 공포 중 하나를 나타낸다)로 인해 미쳐버렸지만, 가끔 짧은 제정신 상태를 보인다는 것을 알게 된다. 첫 번째 목격자 스튜어트는 남부 소작농의 아들로, 어릴 때부터 편견과 증오를 배웠다. 그는 6.25 전쟁에서 포로가 되어 세뇌되어 공산주의자가 되었다. 스튜어트는 동료 포로를 교화하라는 명령을 받았지만, 오히려 그 포로의 흔들리지 않는 애국심에 의해 개혁되었다. 스튜어트를 붙잡은 자들은 그를 미쳤다고 선언하고 포로 교환으로 미국으로 돌려보냈으며, 그 후 불명예 제대를 하고 반역자로 공개적으로 비난받았다. 스튜어트는 이제 자신을 아메리카 연합국 장군 J.E.B. 스튜어트라고 상상한다. 스튜어트와의 대화를 통해 조니는 살인자가 병원 직원일 가능성이 높다고 판단하는데, 스튜어트가 가해자가 흰색 옷을 입고 있었다고 회상했기 때문이다.
슬론 살인 사건의 두 번째 목격자인 트렌트는 분리된 남부 대학을 통합한 최초의 흑인 학생 중 한 명이었다. 그곳에서 겪은 학대로 심리적 외상을 입은 그는 이제 자신을 쿠 클럭스 클랜의 일원이라고 상상하며, 환자들을 화이트 내셔널리즘 교리로 선동한다. 세 번째이자 마지막 목격자는 대륙간 탄도 미사일의 파괴적인 힘에 대한 지식으로 상처받은 원자력 과학자 보든이다. 그는 여섯 살 어린아이의 정신 상태로 퇴행했다.
병원 폭동 후, 조니는 강압복을 입고 전기 경련 요법을 받게 되고, 캐시가 정말 자신의 여동생이라고 믿게 되어 그녀가 방문했을 때 거부한다. 그는 살인자의 정체, 즉 수많은 여성 환자들과의 성적 관계를 은폐하기 위해 살인을 저지른 병원 직원이자 윌크스를 알아내는 동안 정신 붕괴의 다른 많은 증상을 겪는다. 조니는 수치료실에서 윌크스와 대치하고, 그와 폭력적인 말다툼을 시작하며 결국 증인들 앞에서 자백을 받아낸다.
윌크스는 체포되고 조니는 마침내 슬론 살인 사건에 대한 자신의 이야기를 쓸 수 있게 되지만, 그 시련은 그의 정신을 산산조각 내고 그는 조현병 진단을 받는다. 얼마 후, 캐시는 병원에 있는 조니를 방문한다. 조니는 긴장증 상태로 가만히 앉아 있고, 캐시는 심리학자에게 조니의 정신적 쇠퇴에 대해 한탄한다.

## 출연

### 주연
- 피터 브렉
- 콘스탄스 타워즈

### 조연
- 진 에반스
- 제임스 베스트
- 해리 로즈
- 래리 터커
- 폴 듀보브
- 척 로버슨

## 제작진
- 미술: 유진 로리